# 카르페 디엠 (Aqua Timez의 음반)
《카르페 디엠》(カルペ・ディエム)은 일본의 밴드 Aqua Timez의 네번 째 정규 음반이다. 세번 째 음반 《노래하고 사라진 꽃》 이후 약 2년만인 2011년 2월 16일에 발매됐다.
캐치프레이즈는 '행복은 사소한 게 좋아, 너에게 바로 건넬 수 있을 거리만큼.'

## 수록곡
1. 백년목 (百年の樹)
2. 마지막까지 (Album ver.)(最後まで (Album ver.))
3. 플루메리아 ~꽃노래~(プルメリア~花唄~)
10th 싱글. 영화 《고쿠센 THE MOVIE》 주제가.
4. 한밤중의 오케스트라(真夜中のオーケストラ)
13rd 싱글. TV 도쿄 애니메이션 NARUTO-나루토- 질풍전 엔딩 테마.
5. 카르페 디엠 (カルペ・ディエム)
6. 새기다 ~Interlude~ (刻 〜Interlude〜)
Instrumental.
7. 메멘토 모리 (メメント・モリ)
8. 바람에 날려서 (風に吹かれて)
13rd 싱글 〈한밤중의 오케스트라〉 수록곡.
9. MILKY BLUES
10. Let Loose
11. GRAVITY Ø
12nd 싱글. MBS·TBS 애니메이션 《STAR DRIVER 빛의 타쿠토》 오프닝 테마.
12. 그림엽서의 봄(絵はがきの春)
11st 싱글. 아지노모토 '쿠노루 컵 수프' CM송.
13. 은하철도의 밤 (銀河鉄道の夜)
시라이시 사토리와 처음으로 공동 작업한 곡.

## 같이 보기
- 카르페 디엠